# 旭龢道休憩花園

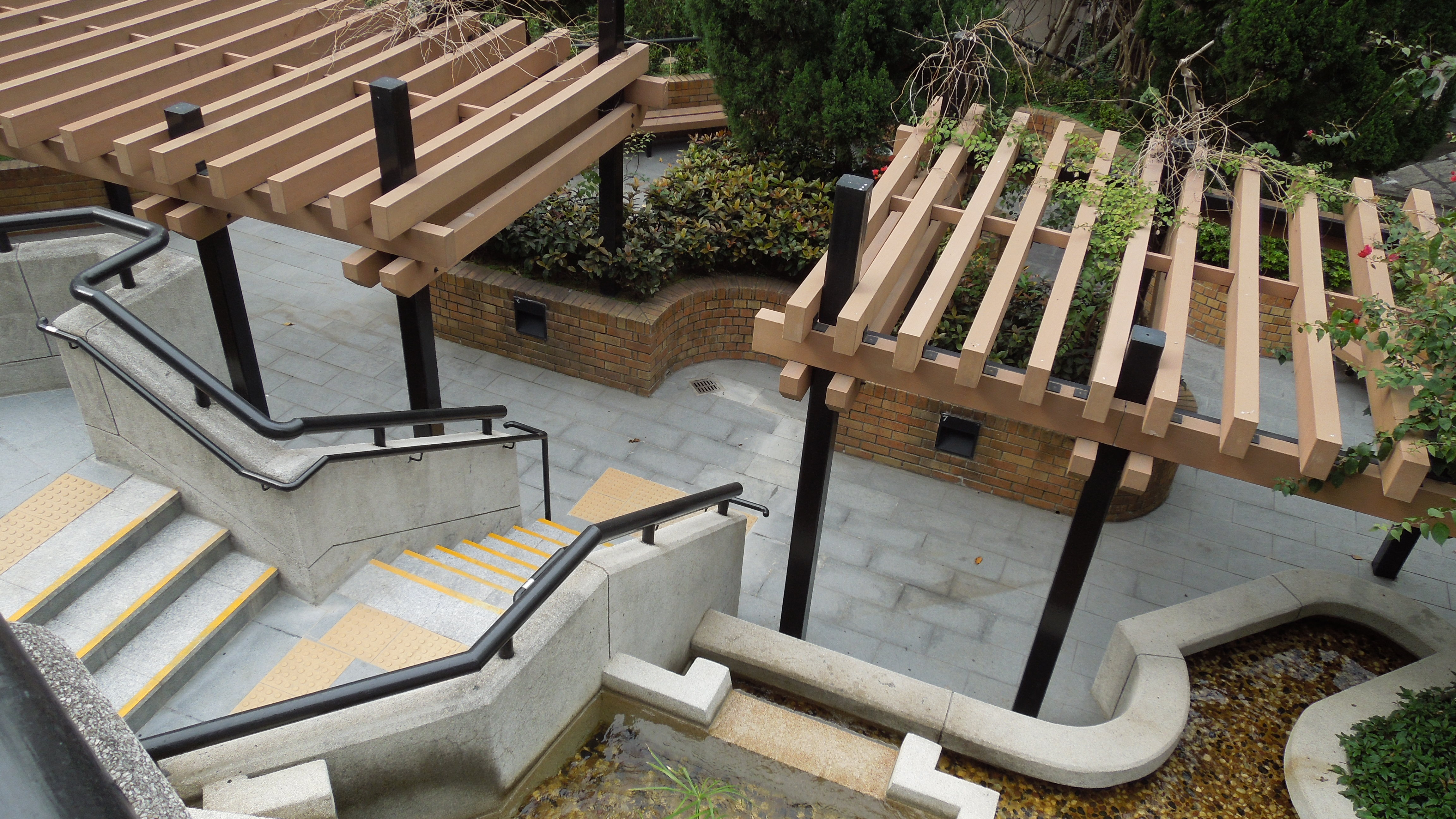
公園內部

旭龢道休憩花園（英語：Kotewall Road Rest Garden）是一個位於香港西半山旭龢道的休憩公園，鄰近干德道，建於1972年六一八雨災之後，原址為寶珊道山泥傾瀉事件中因雨災山泥傾瀉而折斷倒塌的旭龢大廈。

## 禁煙安排
此場地全面禁煙。

## 外部連結
- 旭龢道猛鬼公園談心變鬼上身，《太陽報》，2006年4月29日 （页面存档备份，存于）
- 「猛鬼公園」塗鴉剃警眼眉，《東方日報》，2012年1月8日 （页面存档备份，存于）